# Schwai
Die Sprache Schriumbakiot oder auch Ludumor, Schwai oder Schuwai ist eine vom Aussterben bedrohte kordofanische Sprache, die im Sudan gesprochen wird.
Sie zählt zur Sprachgruppe der Talodi-Heiban-Sprachen, die wiederum zur Niger-Kongo-Sprachfamilie gerechnet werden. Die Sprache hat nur noch 3500 Sprecher im Sudan – mit sinkender Tendenz, da die Sprecher immer mehr zur arabischen Sprache übergehen. Die Sprache verwendet allerdings das lateinische Alphabet.